# Keiynan Lonsdale
Keiynan Lonsdale (* 19. prosinec 1991, Sydney, Austrálie) je australský herec, zpěvák a tanečník. Nejvíce se proslavil rolemi v seriálech Taneční akademie a The Flash. Mimo to se objevil ve filmech Aliance (2015), Do posledního dechu (2016) a Já, Simon (2018).

## Životopis
Keiynan se narodil v Sydney, Austrálie. Je synem nigerijského otce a australské matky, která má irské kořeny.

## Kariéra
V roce 2007 dostal první hereckou práci ve filmu Razzle Dazzle: A Journey Into Dance. Následující rok si zahrál v jedné epizodě australského seriálu All Saints. Průlom v kariéře nastal až s rolí Olivera Llyoda v seriálu Taneční akademie. Keiynan vydal 20, května 2014 svůj první singl na iTunes s názvem "One and Only".
Roli Uriaha si zahrál ve druhém filmu trilogie Divergence, s názvem Rezistence, který měl premiéru 20. března 2015. Roli si znovu zahrál v pokračování filmu Aliance.
V srpnu 2015 byl obsazen do role Wallyho West v seriálu The Flash. Původně byl na konkurzu na postavu Jeffersona Jacksonan, ale tu roli získal Franz Drameh. V roce 2018 si zahrál roli Brama ve filmu Já, Simon.

## Diskografie

### Studiová alba
| Název       | Detaily                                                                |
| ----------- | ---------------------------------------------------------------------- |
| Rainbow Boy | - Vydáno: 29. května 2020 - Formát: Digitální stažení, Online vysílání |

### EP
| Název         | Detaily                                             |
| ------------- | --------------------------------------------------- |
| Higher Vol. 1 | - Vydáno: 6. října 2015 - Formát: Digitální stažení |

### Hudební videa
| Rok  | Název            | Album         | Režisér       |
| ---- | ---------------- | ------------- | ------------- |
| 2015 | „Higher“         | Higher Vol. 1 | Elliot Knight |
| 2017 | „Good Life“      | Higher Vol. 1 | Paul de Lumen |
| 2018 | „Preach“         | Higher Vol. 1 |               |
| 2018 | „Kiss The Boy“   | Higher Vol. 1 |               |
| 2019 | „Rainbow Dragon“ | Rainbow Boy   |               |

## Filmografie

### Film
| Rok  | Název                               | Role                 | Poznámky |
| ---- | ----------------------------------- | -------------------- | -------- |
| 2007 | Razzle Dazzle: A Journey Into Dance | člen taneční skupiny |          |
| 2015 | Rezistence                          | Uriah Pedrad         |          |
| 2016 | Do posledního dechu                 | Eldon Hanon          |          |
| 2016 | Aliance                             | Uriah Pedrad         |          |
| 2017 | Like.Share.Follow                   | Garrett              |          |
| 2017 | Dance Academy: The Movie            | Oliver Lloyd         |          |
| 2018 | Já, Simon                           | Bram Greenfeld       |          |
| 2020 | Mákni!                              | Isaiah / Julliard    |          |
| 2022 | My Fake Boyfriend                   | Drew                 |          |
| —    | Weetzie Bat                         | Duck                 |          |

### Televize
| Rok       | Název                           | Role                   | Poznámky                                                                                |
| --------- | ------------------------------- | ---------------------- | --------------------------------------------------------------------------------------- |
| 2008      | All Saints                      | Corey                  | díl: „Sons and Lovers“                                                                  |
| 2012–2013 | Taneční akademie                | Oliver Lloyd           | vedlejší role (2. řada), hlavní role (3. řada), 22 dílů                                 |
| 2015–2020 | Flash                           | Wally West / Kid Flash | hlavní role (2.–4. řada), vedlejší role (5. řada), hostující role (5.–6. řada), 45 dílů |
| 2017–2018 | Legends of Tomorrow             | Wally West / Kid Flash | hlavní role (3. řada), hostující role (2 díly), 9 dílů                                  |
| 2017      | Supergirl                       | Wally West / Kid Flash | díl: „Crisis on Earth-X, Part 1"“                                                       |
| 2018      | RuPaul's Drag Race: All Stars 4 | Sám sebe/porotce       | díl: „Snatch Game of Love“                                                              |
| 2020      | Já, Victor                      | Bram                   | díl: „Klučičí výlet“                                                                    |
| 2021      | Eden                            | Can                    | hlavní role                                                                             |